# Garphyttan
Garphyttan är ett brukssamhälle i Örebro kommun med 1 550 invånare (2020) där medelåldern är 38 år (2016). Samhället ligger cirka 17 kilometer väster om Örebro centrum, vid foten av Kilsbergen. Samhället är uppbyggt kring Garphytte Bruk.

## Historia

### Garphytte Bruk
Garphyttan omnämns första gången 1554 i en bergsskattelängd för Lekebergslagens hyttor. Redan på medeltiden ska här ha anlagts en hytta av tyskar, som då ofta kallades garpar. Bruket fick privilegier 1642, men lades ned omkring 1730. Man försökte sig även på silverbrytning. År 1696 tillkom en stångjärnshammare. På 1700-talet tillverkades bl.a. förtent plåt. Spiktillverkning kom sedermera att bli en stor produkt för Garphytte bruk. Omkring år 1909 upphörde det gamla bruket.
Det nuvarande företaget, Suzuki Garphyttan AB började sin verksamhet 1906 och är numera inriktat på tillverkning av ståltråd och fjädrar. I anslutning till bruket finns Garphyttans industrimuseum.
Från 1895 till 1966 fanns Latorpsbruk–Garphyttan industribana, med 600 mm spårvidd, som anslöt till Örebro–Svartå Järnväg i Latorpsbruk.

### Garphytte sanatorium
Huvudartikel: Garphytte sanatorium

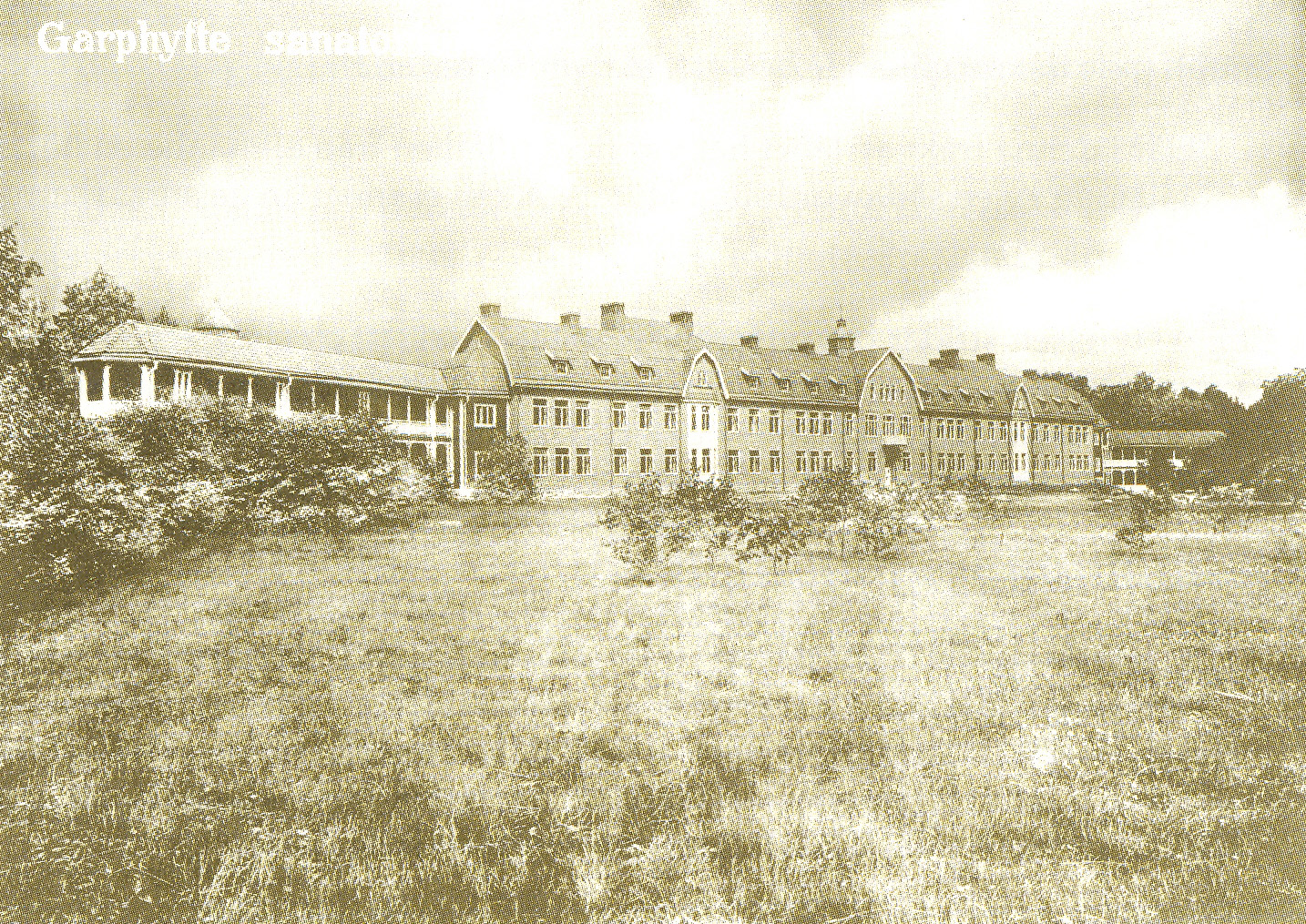
Garphytte sanatorium cirka 1914

Garphytte sanatorium uppfördes 1913 och avvecklades 1966. Verksamheten flyttade då till Lungkliniken i Adolfsberg. Sanatoriet i Garphyttan blev 1966 ett annexsjukhus till Mellringeklinikerna och användes som sjukhem för lättskötta psykiatripatienter. Sjukhemmet lades ned i slutet av 1980-talet, och lokalerna användes sedan som flyktingförläggning under ett antal år. Flyktingförläggningen upphörde under mitten av 1990-talet och byggnaden stod sedan tom tills den revs hösten 2005.

### Befolkningsutveckling
| Befolkningsutvecklingen i Garphyttan 1960–2020 | Befolkningsutvecklingen i Garphyttan 1960–2020 | Befolkningsutvecklingen i Garphyttan 1960–2020 | Befolkningsutvecklingen i Garphyttan 1960–2020 | Befolkningsutvecklingen i Garphyttan 1960–2020 |
| ---------------------------------------------- | ---------------------------------------------- | ---------------------------------------------- | ---------------------------------------------- | ---------------------------------------------- |
|                                                |                                                |                                                |                                                |                                                |
| År                                             |                                                |                                                | Folkmängd                                      | Areal (ha)                                     |
| 1960                                           | 1960                                           |                                                | 925                                            |                                                |
| 1965                                           | 1965                                           |                                                | 956                                            |                                                |
| 1970                                           | 1970                                           |                                                | 1 096                                          |                                                |
| 1975                                           | 1975                                           |                                                | 1 356                                          |                                                |
| 1980                                           | 1980                                           |                                                | 1 396                                          |                                                |
| 1990                                           | 1990                                           |                                                | 1 642                                          | 171                                            |
| 1995                                           | 1995                                           |                                                | 1 586                                          | 173                                            |
| 2000                                           | 2000                                           |                                                | 1 562                                          | 173                                            |
| 2005                                           | 2005                                           |                                                | 1 557                                          | 173                                            |
| 2010                                           | 2010                                           |                                                | 1 619                                          | 172                                            |
| 2015                                           | 2015                                           |                                                | 1 613                                          | 173                                            |
| 2020                                           | 2020                                           |                                                | 1 550                                          | 156                                            |
|                                                |                                                |                                                |                                                |                                                |

## Samhället
Garphyttans bruksherrgård ligger vid Garphytteån, invid Nyhammarsdammen. Mangårdsbyggnaden uppfördes troligen på 1600-talet, men brann ner omkring 1830 . Fyra flygelbyggnader från tiden omkring 1700 återstår. I två av dessa fanns tidigare bostäder för brukets disponent respektive ingenjör. Byggnaderna är idag privatägda. Gamla Garphyttegården är en bergsmansgård som är belägen i närheten av en utsiktsplats kallad Garphytte klint. Nära Gamla Garphyttegården finns slagghögar från den relativt tidigt nedlagda Garphyttan.  
Svenska Kyrkan finns representerad med ett kapell, S:t Josefs kapell, invigt 1994, tillhörande Tysslinge församling. 

## Idrott
Föreningslivet består av Garphyttans IF som är verksamt inom fotboll, orientering och längdskidåkning. Kilsbergens HF är verksamt inom handboll.

### Webbkällor
- Garphyttans Industrimuseum
- Suzuki-Garphyttan